# Gunther Bastert
Gunther Bastert (* 23. Juni 1939 auf den Azoren) ist ein deutscher Frauenarzt, Geburtshelfer und Onkologe.

## Leben
Gunther Bastert studierte Medizin an der Johann Wolfgang Goethe-Universität Frankfurt am Main. 1969 wurde er dort mit der Dissertation Zur Klinik der Mononucleosis infektiosa promoviert. 1976 wurde er ebenfalls in Frankfurt mit der Schrift Heterotransplantation menschlicher Tumoren, vorzugsweise Mammakarzinome, auf thymusaplastische nu-nu-Mäuse habilitiert. Die Arbeit wurde als beste Habilitationsschrift der Frankfurter Medizinischen Fakultät des Jahres 1977 ausgezeichnet. 1983 wurde er zum Honorarprofessor ernannt.
1984 wechselte Bastert von Frankfurt an das Universitätsklinikum des Saarlandes Homburg, wo er an der Universität des Saarlandes zum Lehrstuhlinhaber für Frauenheilkunde und Geburtshilfe berufen wurde und bis 1987 als Direktor der Universitätsfrauenklinik tätig war.
1987 nahm Bastert eine Berufung als Ordinarius für Gynäkologie und Geburtshilfe auf den Lehrstuhl an der Ruprecht-Karls-Universität Heidelberg als Nachfolger von Fred Kubli (1930–1987) an. Er war Geschäftsführender Direktor der Universitätsfrauenklinik bis Ende Oktober 2004 und zwei Jahre lang (1992–1993) Dekan der Medizinischen Fakultät I in Heidelberg. Zu seinem Nachfolger wurde im November 2004 Christof Sohn (* 1961) berufen.
Bastert übernahm 2005 mit 65 Jahren die Leitung der Onkologischen Klinik Bad Trissl in Oberaudorf als Nachfolger von Serban-Dan Costa (* 1955), nachdem dieser als Lehrstuhlinhaber an die Universitätsfrauenklinik der Otto-von-Guericke-Universität Magdeburg berufen worden war.
Im September 2009 trat Bastert in eine Schwerpunktpraxis für Gynäkologische Onkologie in Mannheim ein.
Gunther Bastert ist seit 1968 verheiratet. Aus der Ehe sind vier Kinder hervorgegangen.
Bastert war Gründungsmitglied, Sekretär (1981–1984) und mehrjähriger Vorsitzender der Arbeitsgemeinschaft Gynäkologische Onkologie (AGO) der Deutschen Gesellschaft für Gynäkologie und Geburtshilfe.

## Mitgliedschaften
- Deutsche Gesellschaft für Gynäkologie und Geburtshilfe (Vorstandsmitglied 1980–1984)
- Arbeitsgemeinschaft Gynäkologische Onkologie (Mitglied des Vorstandes ab 1980, zeitweise Vorsitzender)
- Deutsche Gesellschaft für Endokrinologie
- Deutsche Krebsgesellschaft (Mitglied des Vorstandes ab 1988)
- Gesellschaft für Gynäkologie und Geburtshilfe von Guinea (Westafrika) (korrespondierendes Mitglied)
- Internationale Gesellschaft für Hysteroskopie
- Deutsche Laser-Gesellschaft
- Deutsche Gesellschaft für Perinatologie
- Deutsch-Rumänische Gesellschaft für Gynäkologie
- Deutsch-Spanische Gesellschaft für Gynäkologie

## Auszeichnungen
- Preis für die beste Habilitation des Jahres an der Medizinischen Fakultät der Johann Wolfgang Goethe-Universität Frankfurt am Main (1977)
- Arnold-Adolf-Berthold-Medaille der Deutschen Gesellschaft für Endokrinologie (1980)
- Georg-Zimmermann-Förderpreis für Krebsforschung der Medizinischen Hochschule Hannover (1978)
- Ehrendoktor (Dr. h. c.) der Universität Temesvar/Rumänien (1992)
- Berufenes Mitglied der Deutschen Akademie der Naturforscher Leopoldina – Nationale Akademie der Wissenschaft (1998)[1]
- Ehrendoktor (Dr. h. c.) der Medizinischen Fakultät Universität Conakry/Guinea (2003)
- Ehrenmitglied der Deutschen Gesellschaft für Gynäkologie und Geburtshilfe (2012)

Die Deutsche Gesellschaft für Gynäkologie und Geburtshilfe verleiht den Gunther-Bastert-Preis für innovative Leistungen auf dem Gebiet der gynäkologischen Onkologie. Der mit 8.000 Euro dotierte Preis wird gesponsert von Novartis Oncology.

## Schriften (Auswahl)
- Gunther Bastert: Zur Klinik der Mononucleosis infektiosa: Untersuchungen über 238 Fälle aus den Jahren 1954–1966. Dissertation, Johann Wolfgang Goethe-Universität Frankfurt am Main 1969
- Gunther Bastert: Heterotransplantation menschlicher Tumoren, vorzugsweise Mammakarzinome, auf thymusaplastische nu-nu-Mäuse: ein wissenschaftliches und klinisches Testmodell. Habilitationsschrift, Johann Wolfgang Goethe-Universität Frankfurt am Main 1976
- Heinrich Schmidt-Matthiesen, Gunther Bastert: Gynäkologische Onkologie: Diagnostik, Therapie und Nachsorge der bösartigen Genitaltumoren und des Mammakarzinoms. Schattauer Verlag, Stuttgart 1982, ISBN 3-7945-0849-1
- Gunther Bastert: Malignome der Brust. In: Karl Heinrich Wulf, Heinrich Schmidt-Matthiesen: Klinik der Frauenheilkunde und Geburtshilfe. (begr. von Horst Schwalm und Gustav Döderlein). Urban und Fischer Verlag, München
- Gunther Bastert, D. Wallwiener, D. Pollmann, S. Rimbach: Lasers in gynecology: possibilities and limitations. Springer Verlag, 1992, ISBN 3-540-53409-1
- Gunther Bastert: Immuntherapie in der gynäkologischen Onkologie: Realität oder Fiktion. Springer Verlag, 1994, ISBN 3-540-57722-X
- Gunther Bastert: Entwicklungen in Gynäkologie und Geburtshilfe: Fred Kubli zum Gedächtnis. Springer Verlag, 1991, ISBN 3-540-53889-5
- Gunther Bastert: Nachruf Heinrich Schmidt-Matthiesen (1923–2006). Newsletter 3/2006 der Deutschen Gesellschaft für Senologie, der Österreichischen Gesellschaft für Senologie und der Schweizerischen Gesellschaft für Senologie, VI–VII, online (PDF-Dokument; 253 kB)
- Gunther Bastert: Nachruf auf Professor Heinrich Schmidt-Matthiesen. Frauenarzt 47 (2006), S. 656–657.